# Лоренсу, Патрик
Па́трик Ша́гас Вале́риу Лоре́нсу (порт.-браз. Patrick Chagas Valério Lourenço; род. 2 июля 1993, Рио-де-Жанейро) — бразильский боксёр, представитель первой наилегчайшей весовой категории. Выступает за сборную Бразилии по боксу начиная с 2012 года, победитель панамериканского чемпионата, чемпион национального первенства, победитель и призёр турниров международного значения, участник чемпионата мира в Алма-Ате и летних Олимпийских игр в Рио-де-Жанейро.

## Биография
Патрик Лоренсу родился 2 июля 1993 года в Рио-де-Жанейро. Рос в фавелах Видижал, в возрасте трёх лет лишился отца и затем воспитывался матерью-одиночкой. В детстве играл в футбол и теннис, но в конечном счёте сделал выбор в пользу бокса. Проходил подготовку в клубе CBBoxe под руководством тренеров Клаудиу Айриса и Жуана Карлуса Барруса.
Впервые заявил о себе в 2009 году, выиграв чемпионат Бразилии среди юниоров в самой маленькой весовой категории до 46 кг.
В 2012 году впервые одержал победу в первом наилегчайшем весе на взрослом национальном первенстве Бразилии, вошёл в основной состав бразильской национальной сборной и выступил на Тихоокеанском кубке в Эквадоре, где дошёл до стадии четвертьфиналов.
В 2013 году занял первое место на панамериканском чемпионате по боксу в Чили и на Мемориале Феликса Штамма в Польше. Боксировал на Кубке независимости в Доминиканской республике, на Кубке Роберто Баладо на Кубе, на Кубке химии в Германии и на международном турнире «Хиральдо Кордова Кардин» в Гаване — на многих из этих турниров был близок к попаданию в число призёров, останавливаясь в четвертьфиналах. Побывал и на чемпионате мира в Алма-Ате, где в четвертьфинале со счётом 1:2 уступил алжирцу Мохамеду Флисси. Также в это время принимал участие в матчевых встречах полупрофессиональной Всемирной серии бокса, в частности представлял команду «Аргентинские кондоры», поднимался на ринг профессиональной лиги AIBA Pro Boxing.
Сезон 2014 года трофеев ему не принёс, он выступал на турнире Хосе Чео Апонте в Пуэрто-Риго и Кубке независимости в Доминикане, но на пьедестал почёта не поднимался.
На панамериканском чемпионате 2015 года попасть в призёры не смог, потерпев поражение в четвертьфинале. На домашнем предолимпийском турнире в Барра-да-Тижука дошёл до финала, проиграв только узбеку Хасанбою Дусманову, будущему олимпийскому чемпиону.
В 2016 году Лоренсу выиграл бронзовую медаль на международном турнире «Белградский победитель» в Сербии, выходил на ринг «Хиральдо Кордова Кардин». Поскольку его страна принимала летние Олимпийские игры, он как лидер национальной сборной автоматически получил олимпийскую лицензию. Тем не менее, большого успеха на Играх не добился, уже в стартовом поединке категории до 49 кг со счётом 0:3 потерпел поражение от колумбийца Юберхена Мартинеса и сразу же выбыл из борьбы за медали.